# Gal (eenheid)
Gal is een eenheid voor valversnelling, genoemd naar de wetenschapper Galileo Galilei. Het eenheidssymbool is Gal.
1 Gal = 1 cm / s²
Gal is geen SI-eenheid. In SI-basiseenheden uitgedrukt is 1 Gal precies gelijk aan 0,01 m/s².